# Lago del Restello
Il lago del Restello è uno specchio d'acqua che si trova sul fondo della val Lapisina, nel comune italiano di Vittorio Veneto (provincia di Treviso).
Sulle rive di questo bacino artificiale sorgono la torre di San Floriano, la chiesa omonima e un alto viadotto dell'autostrada A27. Il toponimo rimanda ai restelli di sanità, delle barriere istituite dalla Repubblica di Venezia per impedire la diffusione delle epidemie attraverso il controllo dei traffici.
Il bacino è alimentato dalle acque del Lago Morto dopo essere state nelle centrali idroelettriche di Nove e alimenta le centrali di San Floriano.